# Pedro II
Pedro II è un comune del Brasile nello Stato del Piauí, parte della mesoregione del Centro-Norte Piauiense e della microregione di Campo Maior.

## Nome
Il comune è stato chiamato in questo modo in onore di Pietro II del Brasile.